# Broadsword
 (février 2017).
Si vous disposez d'ouvrages ou d'articles de référence ou si vous connaissez des sites web de qualité traitant du thème abordé ici, merci de compléter l'article en donnant les références utiles à sa vérifiabilité et en les liant à la section « Notes et références ».

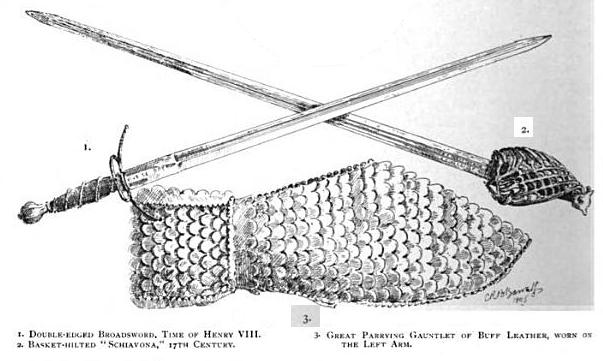
Juxtaposition d'une des premières broadswords (1) avec quillons et d'une schiavona (2) du XVIIe siècle. Au premier plan, un gantelet (3) en cuir porté à la main gauche (The Encyclopaedia of Sport & Games de 1911).

La broadsword est une large épée écossaise du XVIe siècle principalement caractérisée par un panier, sorte de coque capitonnée de velours, recouvrant la main sur la poignée.
La lame de la broadsword mesure entre 70 et 120 cm, bien que cette dernière longueur soit plutôt rare.
La broadsword était l'arme de prédilection des guerriers écossais.
En effet, contrairement à l'opinion courante, la claymore n'est pas l'arme du guerrier écossais. Lourde et longue, elle était réservée aux Highlanders, grands et forts, habitués à porter de lourdes charges et à manier de telles armes.
La broadsword était une épée à une main, se portant côté gauche. Elle fut l'arme de Rob Roy et de beaucoup d'autres personnalités de l'Écosse médiévale. Jack Churchill, un officier Britannique, combattit avec cette épée lors de la Seconde Guerre mondiale.